# Cunoaștere explicită
Conceptul de cunoaștere explicită (sau cunoaștere expresivă) se referă la ceva care a putut fi sau poate fi articulat, codificat și stocat în cadrul vreunui fel de mijloc de comunicare. Acest tip de cunoaștere poate fi transmisă în formă imediată, altora. Informațiile conținute în enciclopedii (inclusiv în Wikipedia ) sunt tocmai bune ca exemple de cunoaștere explicită.

## Forme
Cele mai comune forme de cunoaștere explicită sunt manualele, documentele și procedurilei . Cunoașterea (invățarea) poate avea loc prin audiovizual sau multimedia, prin opera de artă și prin design-ul de produse și poate fi văzută ca o altă formă de cunoaștere explicită. Alte forme de cunoaștere explicită sunt acelea prin intermediul cărora sunt externalizate abilități umane, motivații și cunoașteri . 

## Legături externe
- en National Library for Health - Knowledge Management Specialist Library Arhivat în 10 februarie 2009, la Wayback Machine. - colecție de resurse despre auditul capitalului intelectual..